# جورج إنس

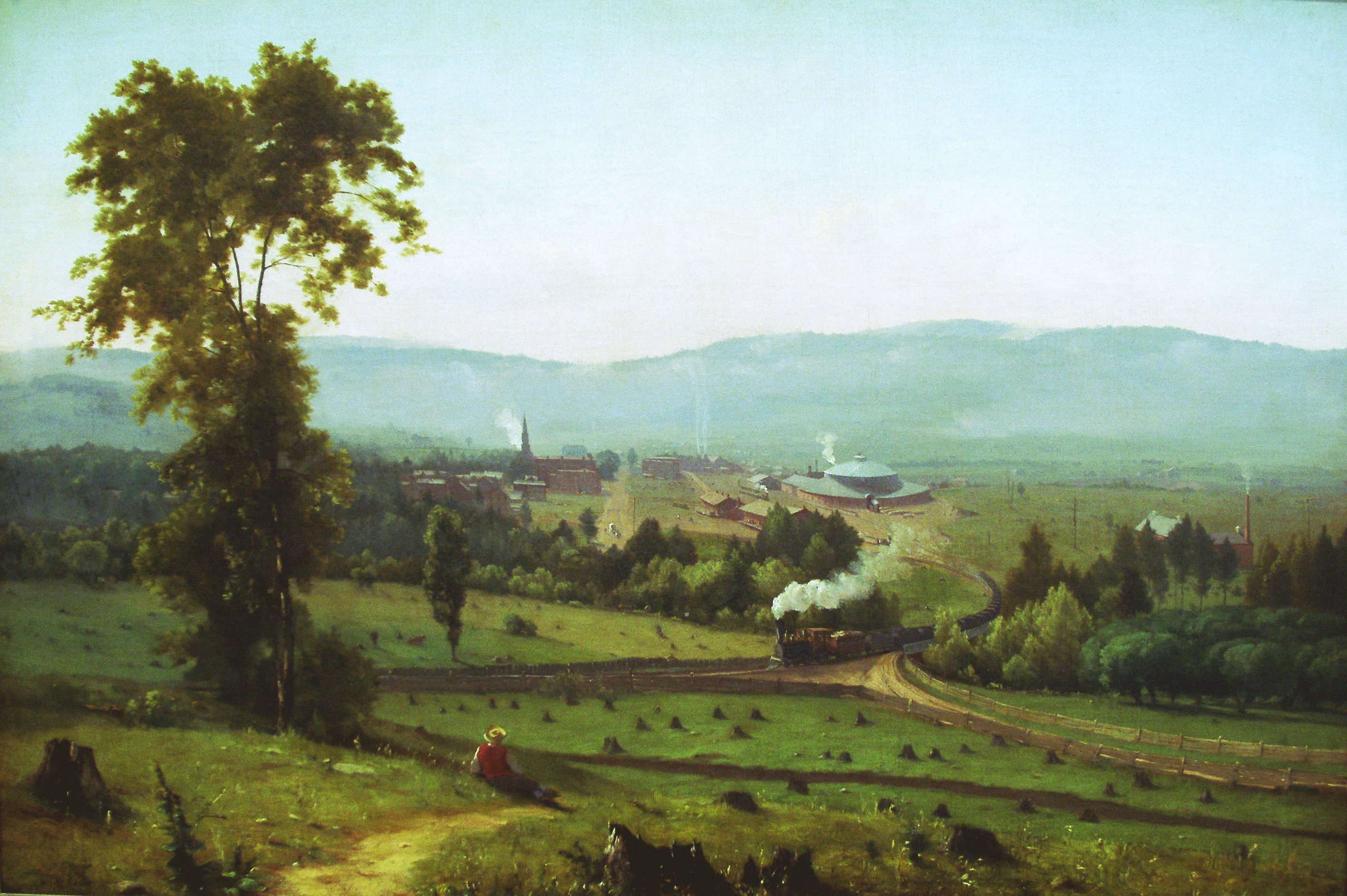
قطار in Lackawanna valley, 1855

جورج إنس (بالإنجليزية: George Inness)‏ George Inness ، ولد 1825 - 1894 ،رسام أمريكي، صور المشاهد الطبيعية بأسلوب رومانتيكي.

## روابط خارجية
- جورج إنس على موقع الموسوعة البريطانية (الإنجليزية)
- جورج إنس على موقع ميوزك برينز (الإنجليزية)
- جورج إنس على موقع إن إن دي بي (الإنجليزية)